# Leptasteron
Genre
Leptasteron est un genre d'araignées aranéomorphes de la famille des Zodariidae.

## Distribution
Les espèces de ce genre sont endémiques d'Australie. Elles se rencontrent en Australie-Occidentale et en Nouvelle-Galles du Sud.

## Liste des espèces
Selon World Spider Catalog (version 17.5, 18/10/2016) :
- Leptasteron platyconductor Baehr & Jocqué, 2001
- Leptasteron vexillum Baehr & Jocqué, 2001

## Publication originale
- Baehr & Jocqué, 2001 : Revisions of genera in the Asteron-complex (Araneae: Zodariidae): new genera Pentasteron, Phenasteron, Leptasteron and Subasteron. Memoir of the Queensland Museum, vol. 46, no 2, p. 359-385 (texte intégral).